# Bofete (ort)
Bofete är en ort i Brasilien.   Den ligger i kommunen Bofete och delstaten São Paulo, i den södra delen av landet, 800 km söder om huvudstaden Brasília. Bofete ligger 572 meter över havet och antalet invånare är 9 282.
Terrängen runt Bofete är platt åt nordost, men åt sydväst är den kuperad. Bofete är det största samhället i trakten.
Omgivningarna runt Bofete är huvudsakligen savann. Runt Bofete är det glesbefolkat, med 14 invånare per kvadratkilometer.